# Elio Sgreccia
Pour les articles homonymes, voir Elio (homonymie).
Elio Sgreccia, né le 6 juin 1928 à Arcevia dans les Marches et mort à Rome le 5 juin 2019, est un cardinal italien de l'Église catholique, spécialiste de bioéthique.

## Biographie
Elio Sgreccia est nommé évêque titulaire de Zama Minor (de)  et secrétaire du Conseil pontifical pour la famille en 1992. Il reçoit la consécration épiscopale des mains du pape Jean-Paul II le 6 janvier 1993. En 1994, il est nommé vice-président de l'Académie pontificale pour la vie avant d'en devenir président en 2005. Il se retire en 2008.
Mgr Sgreccia  est créé cardinal par Benoît XVI lors du consistoire du 20 novembre 2010. Il  reçoit le titre de cardinal-diacre de San Angelo in Pescheria. Âgé de plus de 80 ans, il n'est pas électeur lors du conclave de 2013.
Il meurt à Rome le 5 juin 2019 à une journée de ses 91 ans.

### Œuvres
- (it) Manuale di bioetica. Fondamenti ed etica biomedica, Editrice Vita e Pensiero, Milan, 2007.